# Elias Zoghby
Elias Zoghby (9. ledna 1912, Káhira – 16. ledna 2008, Bejrút) byl melchitský řeckokatolický arcibiskup, teolog, spisovatel, ekumenista.
Na kněze byl vysvěcen v roce 1936, na biskupa v roce 1954. Od roku 1954 působil jako patriarchální vikář v Alexandrii v Egyptě, v letech 1968 - 1988 byl arcibiskupem v Baalbeku (Libanon), pak se kvůli věku vzdal úřadu a přestěhoval do Bejrútu. Byl jedním z předních teologů melchitské řeckokatolické církve na Druhém vatikánském koncilu.
Elias Zoghby byl všestranným spisovatelem, nejznámější jsou jeho díla věnovaná obnově jednoty mezi katolickou a pravoslavnou církví. Jeho úsilí po obnovení jednoty vyvolalo velkou odezvu na Druhém vatikánském koncilu. Asi nejznámější je jeho iniciativa - vyznání Pravoslavný ve společenství s Římem? Ano! Unie? Ne! z roku 1995, která vyvolala dost bouřlivé reakce na obou stranách. Na jejím základě v roce 1996 melchitská řeckokatolická církev navrhla znovusjednocení s pravoslavnou církví Antiochijského patriarchátu. Známou se stala i jeho kniha Tous Schismatiques? (Všichni jsou schismatici?).